# Château de Chambiers
Le Château de Chambiers est un château situé sur la commune de Durtal en Maine-et-Loire.

## Histoire
Le château de Chambiers construit sur des bases datant du XVe siècle a été reconstruit au début du XVIIIe siècle et agrandi au XIXe siècle.[réf. nécessaire] Il appartenait autrefois à la paroisse de Saint-Léonard de Durtal.
Rendez-vous de chasse du château de Durtal, propriété de la famille de La Rochefoucauld qui s’en sépare au retour d'émigration, le domaine est vendu en 1882 et compte alors 801 hectares, dont 570 de forêts. Il devient, en 1912, propriété du comte Marc de Courtis, grand-père des propriétaires actuels.
La propriété de 900 hectares se compose d’une partie de la forêt de Chambiers, d'étangs et de fermes et est entouré d’un parc à l’anglaise de 30 hectares. Dans les jardins ouverts à la visite, on peut découvrir un jardin italien, une roseraie, un jardin à la française et le parc.
Aujourd’hui, le château est reconverti en chambres d'hôtes de luxe familial et, permet l'organisation de mariages ou de séminaires.

## Les jardins

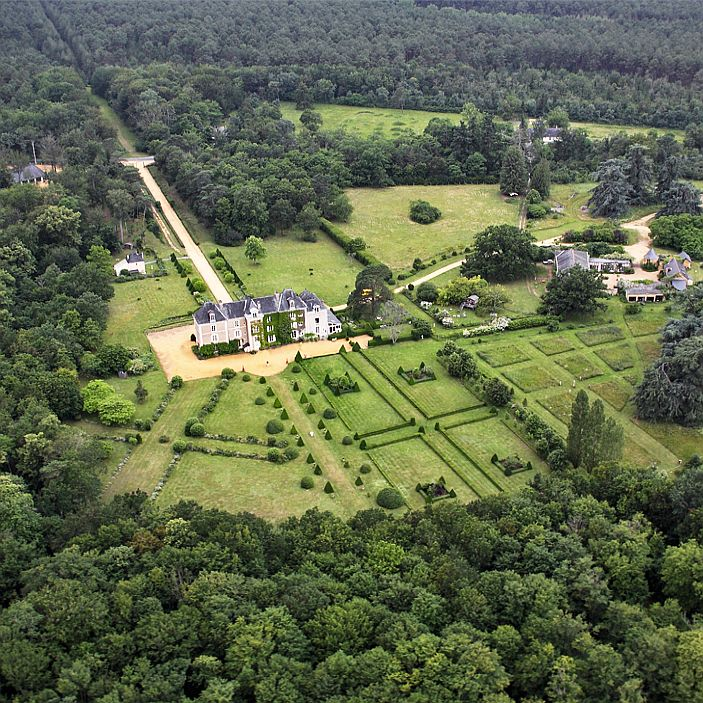
Château de Chambiers à Durtal Jardins et parc

## Dans la culture populaire
Ce château a servi de décor pour le film C'est mon homme qui a été tourné  en 2022, du franco-belge Guillaume Bureau avec Leïla Bekhti, Karim Leklou et Louise Bourgoin.